# Audaux
Audaux é uma comuna francesa na região administrativa da Nova Aquitânia, no departamento dos Pirenéus Atlânticos. Estende-se por uma área de 7,25 km². Em 2010 a comuna tinha 227 habitantes (densidade: 31,3 hab./km²).